# Vegar Gjermundstad
Vegar Heggenes Gjermundstad (Vadheim, 14 marzo 1990) è un calciatore norvegese, difensore del Førde.

## Carriera

### Club

#### Lyn Oslo
Gjermundstad ha giocato, a livello giovanile, con Vadheim, Høyang e Lyn Oslo. Nell'estate 2008 ha firmato un contratto professionistico con quest'ultima squadra. Il 19 aprile 2009 ha debuttato nell'Eliteserien: è subentrato a Tommy Berntsen nel pareggio per 1-1 in casa dello Strømsgodset. Nel campionato 2009, ha giocato 17 partite per il Lyn: la squadra è retrocessa però in 1. divisjon. Gjermundstad è rimasto in squadra e ha giocato altre 10 partite, segnando una rete: questo score è stato però annullato dalla bancarotta del Lyn Oslo, che lo ha reso svincolato.

#### Sogndal
Il 7 luglio 2010 ha firmato allora un contratto con il Sogndal: la prima partita con il club l'ha disputata il 22 agosto, scendendo in campo in luogo di Håvard Flo nella sconfitta per 1-0 contro il Tromsdalen. A fine stagione, la squadra ha conquistato la promozione nella massima divisione norvegese. Ha contribuito al raggiungimento della salvezza da parte del Sogndal, ma si è ritrovato svincolato al termine del campionato.

#### Hønefoss e Førde
A febbraio 2012, ha firmato un contratto con l'Hønefoss. Ha esordito in squadra il 16 settembre 2012, sostituendo Joachim Magnussen nel pareggio interno per 2-2 contro il Viking. Ha giocato 4 partite nel corso di quella stagione, con l'Hønefoss che ha raggiunto la salvezza.
Il 30 gennaio 2013, ha firmato per il Førde, compagine di 2. divisjon. Ha debuttato con questa casacca il 14 aprile successivo, impiegato da titolare nella sconfitta per 5-1 maturata sul campo del Bærum. Il 1º settembre 2013 ha segnato la prima rete, nella partita persa per 3-2 in casa del Drøbak/Frogn. Rimasto al Førde per un triennio, ha totalizzato 75 presenze e 2 reti tra tutte le competizioni.

#### Florø
Il 19 gennaio 2016 è stato reso noto il suo trasferimento al Florø, squadra sempre militante in 2. divisjon.

## Statistiche

### Presenze e reti nei club
Statistiche aggiornate al 9 novembre 2017.
| Stagione        | Club            | Campionato      | Campionato | Campionato | Coppe nazionali | Coppe nazionali | Coppe nazionali | Coppe continentali | Coppe continentali | Coppe continentali | Supercoppe | Supercoppe | Supercoppe | Totale | Totale |
| Stagione        | Club            | Comp            | Pres       | Reti       | Comp            | Pres            | Reti            | Comp               | Pres               | Reti               | Comp       | Pres       | Reti       | Pres   | Reti   |
| --------------- | --------------- | --------------- | ---------- | ---------- | --------------- | --------------- | --------------- | ------------------ | ------------------ | ------------------ | ---------- | ---------- | ---------- | ------ | ------ |
| 2008            | Lyn Oslo        | ES              | 0          | 0          | CN              | 0               | 0               | -                  | -                  | -                  | -          | -          | -          | 0      | 0      |
| 2009            | Lyn Oslo        | ES              | 17         | 0          | CN              | 1               | 0               | -                  | -                  | -                  | -          | -          | -          | 20     | 0      |
| gen.-lug. 2010  | Lyn Oslo        | 1D              | 0          | 0          | CN              | 1               | 0               | -                  | -                  | -                  | -          | -          | -          | 1      | 0      |
| Totale Lyn Oslo | Totale Lyn Oslo | Totale Lyn Oslo | 17         | 0          |                 | 2               | 0               |                    | -                  | -                  |            | -          | -          | 19     | 0      |
| lug.-dic. 2010  | Sogndal         | 1D              | 2          | 0          | CN              | 1               | 0               | -                  | -                  | -                  | -          | -          | -          | 3      | 0      |
| 2011            | Sogndal         | ES              | 19         | 0          | CN              | 2               | 0               | -                  | -                  | -                  | -          | -          | -          | 21     | 0      |
| Totale Sogndal  | Totale Sogndal  | Totale Sogndal  | 21         | 0          |                 | 3               | 0               |                    | -                  | -                  |            | -          | -          | 24     | 0      |
| 2012            | Hønefoss        | ES              | 4          | 0          | CN              | 0               | 0               | -                  | -                  | -                  | -          | -          | -          | 4      | 0      |
| 2013            | Førde           | 2D              | 25         | 1          | CN              | 1               | 0               | -                  | -                  | -                  | -          | -          | -          | 26     | 1      |
| 2014            | Førde           | 2D              | 25         | 1          | CN              | 1               | 0               | -                  | -                  | -                  | -          | -          | -          | 26     | 1      |
| 2015            | Førde           | 2D              | 22         | 0          | CN              | 1               | 0               | -                  | -                  | -                  | -          | -          | -          | 23     | 0      |
| Totale Førde    | Totale Førde    | Totale Førde    | 72         | 2          |                 | 3               | 0               |                    | -                  | -                  |            | -          | -          | 75     | 2      |
| 2016            | Florø           | 2D              | 26         | 1          | CN              | 1               | 0               | -                  | -                  | -                  | -          | -          | -          | 27     | 1      |
| 2017            | Florø           | 1D              | 29         | 2          | CN              | 3               | 0               | -                  | -                  | -                  | -          | -          | -          | 32     | 2      |
| Totale Førde    | Totale Førde    | Totale Førde    | 55         | 3          |                 | 4               | 0               |                    | -                  | -                  |            | -          | -          | 59     | 3      |
| Totale          | Totale          | Totale          | 169        | 5          |                 | 12              | 0               |                    | -                  | -                  |            | -          | -          | 181    | 5      |

## Palmarès

### Club

#### Competizioni nazionali
- 1. divisjon: 1

Sogndal: 2010
- 2. divisjon: 1

Florø: 2016 (gruppo 3)